# Казахстан геологиясы
«Казахстан геологиясы» (каз. Қазақстан геологиясы, «Геология Казахстана») — научный журнал в Казахстане. С 1940 по 1994 год выходил под названием «Вестник АН КазССР» (Геологическая серия). Учредитель и первый главный редактор редактор — академик К. И. Сатпаев. Нынешнее название имеет с 1994 года. С 1999 года — журнал Министерства образования и науки РК и НАН РК. Публикуются исследования по региональной геологии, минералогии, сейсмологии, гидрогеологии, геофизике и др. Тираж 300—400 экз. (2003).